# Hollywood Revue
Hollywood Revue – amerykański musical z 1929 roku. Drugi pełnometrażowy musical studia Metro-Goldwyn-Mayer i jeden z pierwszych musicali filmowych.

## Obsada
- Conrad Nagel
- Jack Benny
- Joan Crawford
- Marion Davies
- Anita Page
- Marie Dressler
- William Haines
- Buster Keaton
- Gus Edwards